# Мирзиёев, Шавкат Миромонович
Шавка́т Миромо́нович  Мирзиёев (узб. Shavkat Miromonovich Mirziyoyev; род. 24 июля 1957, Зааминский район, Джизакская область, Узбекская ССР, СССР) — узбекский государственный и политический деятель, действующий Президент Республики Узбекистан с 14 декабря 2016 года, действующий председатель Национального олимпийского комитета Узбекистана с 25 ноября 2024 года.
Премьер-министр Республики Узбекистан (12 декабря 2003 — 14 декабря 2016). Исполняющий обязанности президента Республики Узбекистан (8 сентября — 14 декабря 2016).
Президентство Мирзиёева характеризуется реализацией ряда либеральных реформ в политической и экономической системе Узбекистана, привлечением иностранных инвестиций, улучшением отношений с соседними странами Центральной Азии, а также освобождением политзаключенных, что, в частности, сопровождалось закрытием в 2019 году тюрьмы Жаслык, получившую печальную известность за пытки и издевательства в отношении узбекских оппозиционных деятелей и диссидентов. В конце 2021 года он объявил о серии конституционных реформ, которые включали закрепление запрета смертной казни в конституции, а также защиту прав человека, которые были ратифицированы после конституционного референдума 2023 года с подавляющим большинством в 90,6 % голосов. Одно из предложенных изменений первоначально включало отмену права полуавтономного Каракалпакстана на отделение, что привело к волнениям в регионе в июле 2022 года, когда протесты были жестоко подавлены, что привело к отмене спорного предложения.

## Ранние годы и карьера

### Происхождение
Родился 24 июля 1957 года в Зааминском районе Джизакской области Узбекской ССР. В некоторых СМИ ошибочно указывалось, что Шавкат Мирзиёев якобы родился в кишлаке Яхтан Ганджинского района (ныне Деваштичский район) Ленинабадской области (ныне Согдийская область) Таджикистана, и даже неподтверждённые утверждения о том, что он является этническим таджиком. После расследования нескольких журналистов и изданий стало ясно, что уроженцем кишлака Яхтан является дед Шавката Мирзиёева со стороны отца, и сам Шавкат Мирзиёев является узбеком, а не таджиком, как утверждалось ранее. В официальной биографии президента его национальность также указана как узбек. Практически все жители Яхтана и ныне являются этническими узбеками.
Ныне в Яхтане проживают дальние родственники Шавката Мирзиёева, в том числе двоюродные и троюродные братья и сёстры во втором и третьем колене. По словам дальних родственников Шавката Мирзиёева, проживающих до сих пор в Яхтане, Мирзиёевы происходят из узбекского рода Миртуппий, родоначальниками которого являлись крупные дехкане Мир-Бобо, Мир-Якуб, Мир-Зиё и Мир-Аброр. Имена и фамилии практически всех членов данного рода начинаются с приставки «мир», что с персидского языка переводится как «учитель/знаток». Отец Шавката Мирзиёева — Миромон Мирзиёев родился и вырос в семье потомственных и зажиточных дехкан, которые помимо сельского хозяйства, занимались пчеловодством. Прадед Шавката Мирзиёева со стороны отца — Мир-Бобо также являлся крупным дехканином, имел пятерых детей — трое сыновей (Мир-Якуб, Мир-Зиё и Мир-Аброр) и двое дочерей (Рукия и Суннатой). Средний из сыновей Мир-Бобо — Мир-Зиё является отцом Миромона Мирзиёева, отца Шавката Мирзиёева. Двоюродный брат Миромона Мирзиёева — Урунбек Якубов, участник Великой Отечественной войны, в апреле 1945 года стал Героем Советского Союза. Дед Шавката Мирзиёева — Мир-Зиё вместе со своим братом Мир-Аброром в первой половине 1930-х годов переселились из Яхтана в один из кишлаков Зааминского района, а в Яхтане остался только Мир-Якуб. Журналисты, которые общались со старожилами Яхтана, все в один голос утверждали, что представители рода Миртуппи являлись потомственными дехканами. По словам старожилов Яхтана, на родину предков Шавкат Мирзиёев со своим отцом приезжал лишь однажды, когда ему было 12 или 13 лет. Мать Миромона Мирзиёева — бабушка Шавката Мирзиёева жила в окрестностях Ура-Тюбе (ныне Истаравшан).
Отец Шавката Мирзиёева — Миромон Мирзиёевич Мирзиёев являлся старшим из двух (второго сына зовут Мирасрор) сыновей Мирзиё, и родился в Джизаке, но вырос в Зааминском районе Джизакской области, в сельской местности. В 1953 году он окончил Самаркандский медицинский институт, и вернувшись в Зааминский район, стал работать врачом-фтизиатром в районной больнице Заамина, а позднее возглавил районный туберкулёзный диспансер. В Заамине Миромон Мирзиёев женился, и у пары родились двое сыновей и двое дочерей.
Мать Мирзиёева скончалась в молодом возрасте от туберкулёза костей, которым она заразилась по неосторожности в зааминском туберкулёзном диспансере, где работала медсестрой. На момент смерти матери, Шавкат Мирзиёев являлся ребёнком, за которым нужен был уход. После смерти своей жены, Миромон Мирзиёев женился во второй раз, на женщине татарской национальности, и у него от второй жены родились ещё один сын и дочь.

### Ранняя жизнь и начало политической деятельности
Учился в зааминской средней школе № 60 с русским языком обучения. После окончания школы уехал в Ташкент и поступил в Ташкентский институт ирригации и мелиорации (ныне Ташкентский институт инженеров ирригации и механизации сельского хозяйства), который окончил в 1981 году, получив образование по специальности «инженер-механик». После окончания учёбы остался в родном институте, и с 1981 по 1992 год работал сначала младшим научным сотрудником, затем получил степень кандидата технических наук, став одним из самых молодых учёных института. В последние годы работы в институте, занимал должность первого проректора института. Вступил в Коммунистическую партию Советского Союза в конце 1980-х годов.
В начале 1990 года был избран по итогам второго тура народным депутатом однопалатного республиканского парламента — Верховного Совета Узбекской ССР 12-го (последнего) созыва, от избирательного округа № 22 (Карасуйский округ) города Ташкента, как член Коммунистической партии Узбекистана — республиканского отделения КПСС.

### В независимом Узбекистане
После обретения независимости Узбекистаном 31 августа 1991 года, остался депутатом Верховного Совета уже независимой республики, став членом Народно-демократической партии Узбекистана (НДПУ), которая пришла на смену ликвидированной Коммунистической партии Узбекистана.
В 1992 году Шавкат Мирзиёев был назначен хокимом (главой администрации) Мирзо-Улугбекского района города Ташкента, проработав на этой должности до второй половины 1996 года.
По итогам парламентских выборов 1994/1995 на новый парламент Узбекистана — Олий Мажлис, вновь стал депутатом парламента страны как член НДПУ, от так называемых местных советов народных депутатов, а точнее от ташкентского городского совета.
11 сентября 1996 года указом президента Республики Узбекистан Ислама Каримова Шавкат Мирзиёев был назначен хокимом (губернатором) развитой в сельскохозяйственном отношении Джизакской области Узбекистана, откуда сам Шавкат Мирзиёев родом.
По итогам очередных парламентских выборов 1999 года в то время в однопалатный Олий Мажлис, вновь стал депутатом парламента страны, но избирался как беспартийный, сохраняя мандат до 2004 года.
10 сентября 2001 года Шавкат Мирзиёев был назначен Исламом Каримовым хокимом (губернатором) промышленно, сельскохозяйственно и туристически развитой Самаркандской области Узбекистана. Занимал этот пост в течение двух лет до перехода на работу в правительство.

### Премьер-министр (2003—2016)

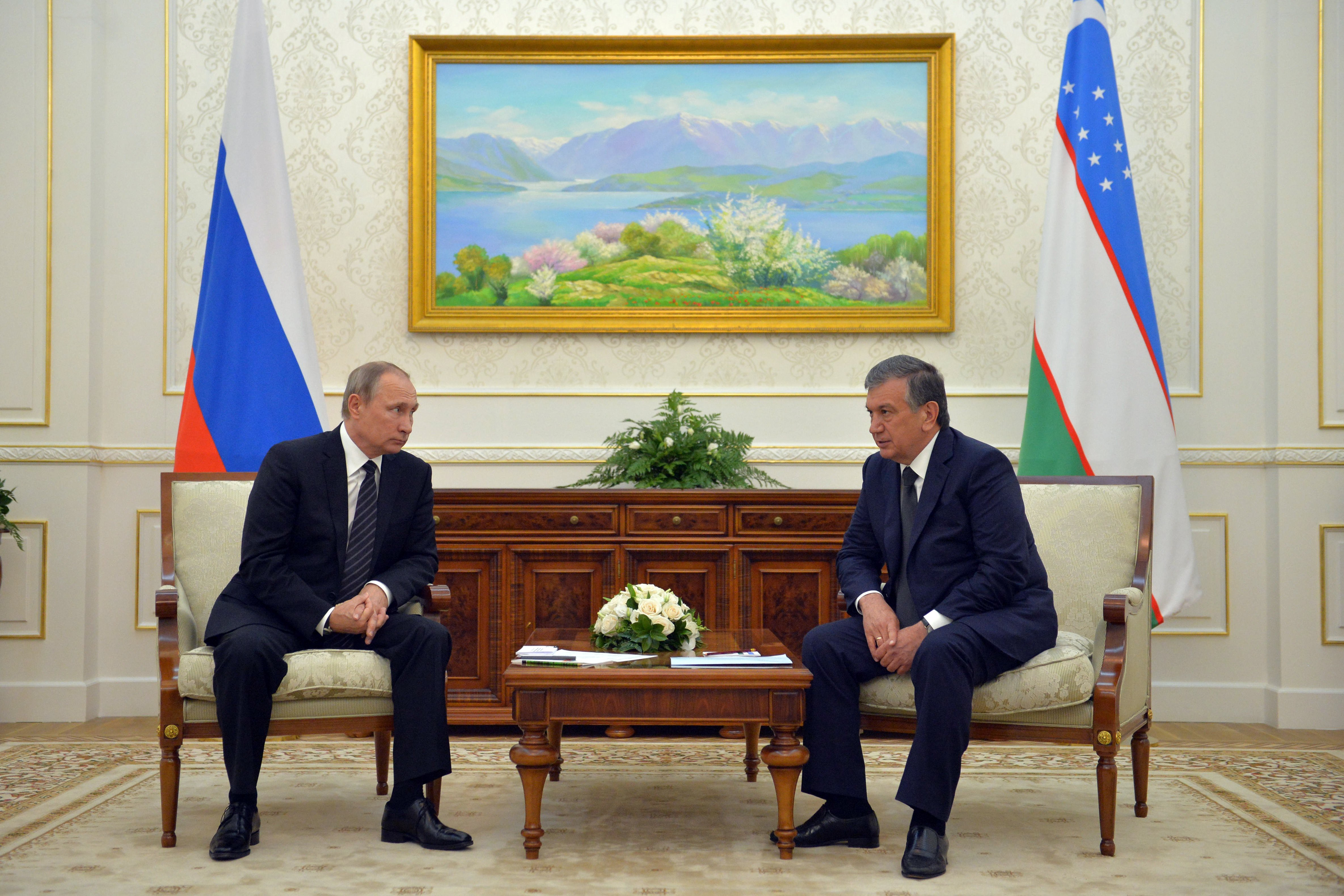
Встреча с Президентом России Владимиром Путиным. Самарканд, 6 сентября 2016 года

12 декабря 2003 года был назначен премьер-министром Республики Узбекистан. Работая на этом посту, Мирзиёев превратился в крупнейшего политического тяжеловеса республики.

### Кандидат в президенты
После смерти первого президента Узбекистана Ислама Каримова исполняющим обязанности президента стал председатель Сената Нигматилла Йулдошев, однако 8 сентября 2016 года он взял самоотвод. Олий Мажлис (парламент) утвердил Шавката Мирзиёева новым и. о. президента. Через неделю после этого назначения (16 сентября) он был выдвинут от Либерально-демократической партии Узбекистана кандидатом на пост президента Узбекистана на досрочных президентских выборах, назначенных на декабрь 2016 года. 23 сентября 2016 года Центральная избирательная комиссия Узбекистана допустила Мирзиёева к участию в президентских выборах.

#### Правовые основания о назначении Шавката Мирзиёева и. о. президента
Директор Национального центра по правам человека, доктор юридических наук, профессор Акмаль Саидов, рассмотрев ситуацию с обращением председателя Олий Мажлиса с просьбой не возлагать на него исполнение обязанностей президента Республики Узбекистан, приводит конституционно-правовые основания для возложения обязанностей и полномочий президента на Шавката Мирзиёева. По его мнению, в ситуации, когда председатель Сената отказался от возложения на него исполнения обязанностей президента, парламент не имел право обязать его исполнять данные полномочия, поскольку это противоречит законодательству страны. Кроме того, Конституцией и законами Узбекистана не предусмотрены запрет на отказ председателем Сената от исполнения обязанностей президента, а также норма о том, на кого должно быть возложено исполнение обязанностей президента в случае отказа председателя Сената выполнять данные обязанности.
Также учёным отмечается, что статья 7 Закона «О статусе депутата Законодательной палаты и члена Сената Олий Мажлиса Республики Узбекистан» представляет право любому депутату Законодательной палаты и члену Сената, в том числе председателю Сената предлагать вопросы для рассмотрения на заседании палаты парламента, выступать с обоснованием своих предложений. В части, касающейся данной ситуации, Олий Мажлис, являясь высшим государственным представительным органом, был обязан принять совместное постановление по этому жизненно важному для страны вопросу, которое имеет силу закона.

## Президент Узбекистана
4 декабря 2016 года Мирзиёев одержал победу на президентских выборах, набрав 88,61 процента голосов, явка составила 87,89 процента. 13 декабря постановлением Сената был освобождён от поста премьер-министра. 14 декабря принял присягу и вступил в должность президента Республики Узбекистан.
6—7 марта 2017 года в качестве главы узбекского государства совершил свой первый зарубежный визит в Туркменистан, где встретился с президентом Гурбангулы Бердымухамедовым.
В начале президентства Мирзиёева была проведена чистка органов прокуратуры от прежних работников. 4 августа 2017 года Мирзиёев объявил о том, что органы прокуратуры Узбекистана следует полностью очистить от сотрудников, которые начали работать при Каримове. Мирзиёев заметил, что прокуроры являются «самыми большими ворами», оставшимися «от старой мусорной системы». По словам Мирзиёева, к 4 августа 2017 года в органах прокуратуры Узбекистана осталось 15—20 % людей, «оставшихся от прежней воровской системы». Мирзиёев сообщил, что уже было заменено 80 % сотрудников прокуратуры и что остальные также будут уволены.
В августе 2017 года своим указом Мирзиёев с 1 января 2019 года отменил «выездные визы» (специальные «стикеры разрешительной записи», которые любой желающий уехать из Узбекистана должен был получать в Отделе виз и регистраций) и ввёл биометрические заграничные паспорта.
9-10 марта 2018 года Шавкат Мирзиёев посетил Таджикистан с государственным визитом, где встретился с президентом Эмомали Рахмоном. В ходе переговоров на высшем уровне были обсуждены вопросы развития двустороннего политического, торгово-экономического, инвестиционного, финансового, транспортно-коммуникационного, туристического, культурно-гуманитарного и межрегионального сотрудничества, упрощения взаимных поездок граждан, рассмотрены региональные и международные проблемы. По итогам переговоров было принято Совместное заявление президентов, подписание Договора об отдельных участках узбекско-таджикской государственной границы, приняты Соглашения о безвизовом режиме между странами — всего более 25 документов, нацеленных на развитие и укрепление сотрудничества в различных сферах.
В октябре 2021 года Шавкат Мирзиёев был переизбран на новый срок.
В 2022 году подписал закон «О кибербезопасности», назначив Службу государственной безопасности уполномоченным органом по проведению оперативно-разыскных мероприятий, доследственных проверок и следственных действий по инцидентам кибербезопасности: сбоям в работе информационных систем, нарушениям доступности в них информации, её целостности и свободного использования.
В июне 2022 года ввел ежемесячную выплату ветеранам войны 1941—1945 годов, бывшим несовершеннолетним узникам фашистских концлагерей и гражданам, работавшим в период блокады города Ленинграда, а также нуждающимся в постороннем уходе одиноким престарелым и лицам с инвалидностью вместо продовольственной продукции и гигиенических товаров, ранее доставляемых на бесплатной основе. Также вместо необходимых одежды и обуви, доставляемых на бесплатной основе, введена компенсация для их самостоятельного приобретения, ежегодно выплачиваемая в августе в 15-кратном размере базовой расчетной величины.
30 апреля 2023 года на конституционном референдуме более 90 % проголосовавших жителей Узбекистана выступили за принятие поправок, для улучшения конституции, например, повысили статус учителей, женщины стали равны с мужчинами и многое другое.
Принятые поправки также продлили президентский срок с 5 до 7 лет. Количество сроков по-прежнему ограничено двумя, но из-за изменения конституции предыдущие президентства Мирзиёева не учитываются. Вскоре после этого глава государства назначил досрочные выборы. Они прошли 9 июля 2023 года. Мирзиёев победил, набрав 87,05 % голосов при явке 79,8 % (по данным ЦИК)..

### Реформы
Шавкат Мирзиёев за короткий период времени смог консолидировать власть в республике, приобрёл высокий авторитет среди населения и это в совокупности создало необходимые условия для ускорения экономических и политических преобразований, которые в итоге сформируют «собственное наследие президента Шавката Мирзиёева».
Одно из главных нововведений Мирзиёева — запуск виртуальной приёмной, куда со своими проблемами и предложениями могут обратиться все граждане страны. Создание такого института в Узбекистане стало настоящей революцией и прорывом. За год работы в виртуальную приёмную президента Узбекистана поступили 1 353 967 обращений.
После вступления в должность Мирзиёев запустил курс на частичную либерализацию, проведя изменения в системах МВД и Вооружённых сил, спецслужб, в образовании, экономике и кадровой политике республики.
Тем не менее, по мнению специалиста по международным отношениям Центральноазиатского бюро аналитической отчётности (CABAR.asia) Юрия Саруханяна, в Узбекистане так и не появился действенный механизм общественного контроля, сохраняется жёсткая властная вертикаль, отсутствует реальная оппозиция. По оценке Саруханяна, у зарубежных политиков и политических движений, называющих себя настоящей оппозицией, нет поддержки населения Узбекистана и возможности влиять на происходящее в стране.
Валютная либерализация
- Переход к свободной конвертации валюты.
- Достижение рыночного курса национальной валюты, «плавающего курса» сума.
- Отмена требования по обязательной продаже валютной выручки.

Налоговая реформа
- Реорганизация налоговых органов.
- Отмена или объединение дублирующих налогов.
- Совершенствование налогового законодательства.
- Налоговые каникулы для компаний и предпринимателей.
- Принятие Концепции налоговой реформы.

Экономические реформы
- Реформа госкомпаний, в том числе поддержка или перепрофилирование неэффективных предприятий и производственных мощностей.
- Приватизация нестратегических предприятий с большой государственной долей через фондовый рынок, приватизация стратегических компаний с оставлением золотой акции[45].
- Упрощение условий для ведения бизнеса, стимулирование экспорта для предприятий.
- Отмена монополии на экспорт плодоовощной продукции.
- Либерализация автомобильного рынка.
- Защита прав предпринимателей посредством института бизнес-омбудсмена.
- Меры по сокращению разрыва между селом и городом.
- Упрощение предоставления государственных услуг через «единое окно».
- В 2022 году в ходе первого Ташкентского международного инвестиционного форума объявил о планах в ближайшие 5 лет довести ВВП страны до 100 миллиардов долларов, а годовой объём экспорта — до 30 миллиардов долларов, чтобы к 2030 году Узбекистан вошёл в число стран с доходами выше среднего[46].

Реформа образования
- Возвращение 11-летнего школьного образования.
- Повышение зарплат работникам вузов и НИИ.
- Подключение вузов к единой информационной системе «Умный университет»
- Создание Министерства дошкольного образования.

Права человека
- Искоренение детского труда в любых формах, конкретные шаги в направлении ликвидации принудительного труда.
- Освобождение лиц, ранее заключённых под стражу в связи с политической и правозащитной деятельностью.
- Исключение граждан из «чёрного списка» членов экстремистских организаций.
- Повышение подотчётности органов государственной власти перед гражданами.
- Меры по поощрению свободы слова и СМИ.
- Упрощение регистрации и деятельности институтов гражданского общества.
- Формирование непрерывной системы образования по правам человека, противодействию коррупции, борьбы с пытками, сфере борьбы с торговлей людьми и реабилитации их жертв.
- Расширение возможностей для инвалидов, планы по принятию специального закона о правах инвалидов и ратификации Конвенции о правах инвалидов.

Борьба с коррупцией
- Принятие Государственной программы по противодействию коррупции.
- Создание Республиканской межведомственной комиссии по противодействию коррупции.
- Принятие Закона «О противодействии коррупции».

Также при Мирзиёеве были приняты меры против роскошных свадеб. 1 января 2020 года вступил в силу закон, установивший в Узбекистане следующие ограничения для свадеб:
- Не более 3-х автомобилей в свадебном кортеже;
- Не более 2-х артистов (музыкальных групп) на свадьбе;
- Свадебные мероприятия продолжаются 1 день, начинаются не ранее 6-ти часов утра и заканчиваются не позднее 23 часов;
- На свадьбе может быть не более 200 гостей.

В июле 2022 года в связи с проектом изменений конституции Узбекистана в Каракалпакии начались волнения, которые были жестоко подавлены, погибли не менее 18 человек.
 Религиозная политика 
При Шавкате Мирзиёеве были приняты меры по смягчению религиозной политики в Узбекистане:
- С 2017 года в некоторых мечетях (в том числе в мечети Ташкента) был разрешён азан;
- Разрешено участвовать в религиозных обрядах несовершеннолетним;
- В 2018 году власти Узбекистана увеличили число разрешений для паломников, отправляющихся в хадж. В 2018 году было разрешено выехать в хадж 7520 чел. (Саудовская Аравия выделила квоту в три раза больше). С 1992 по 2016 годы из Узбекистана ежегодно разрешалось выезжать 5200 чел.;
- Сняли ограничения и снизили цены на умру;
- Ликвидация должностей представителей республиканской Службы государственной безопасности Узбекистана при Духовном управлении мусульман Узбекистана, его структурных подразделениях, мечетях;
- В декабре 2017 года Мирзиёев амнистировал 763 заключённых «по религиозным мотивам»;
- Резкое сокращение числа лиц, включённых в списки за связь с экстремистскими организациями (нахождение в списке накладывало на его фигуранта определённые ограничения). К 2018 году из списков исключили около 18 тысяч человек. В списках осталось менее тысячи человек;
- Создание Центра исламской цивилизации и Международного научно-исследовательского центра имени  Имама Бухари в Самарканде, Ташкентская исламская академия.

В результате при Мирзиёеве увеличилось количество мечетей, а число заключённых по религиозным мотивам сократилось. В 2016—2017 годах число заключённых за экстремистскую и незаконную религиозную деятельность в Узбекистане уменьшилось с 13,5 тыс. до 7 тыс. чел.. Число мечетей достигло 2042 — максимального числа с 1998 года.
При этом в Узбекистане при Мирзиёеве имели место штрафы в отношении блогеров (за выступление в пользу расширения влияния ислама в жизни общества), аресты представителей радикальных исламских организаций, а также ликвидация нелегальных мусульманских школ (только в первом полугодии 2018 года власти ликвидировали в стране 116 таких школ).

### Внешняя политика

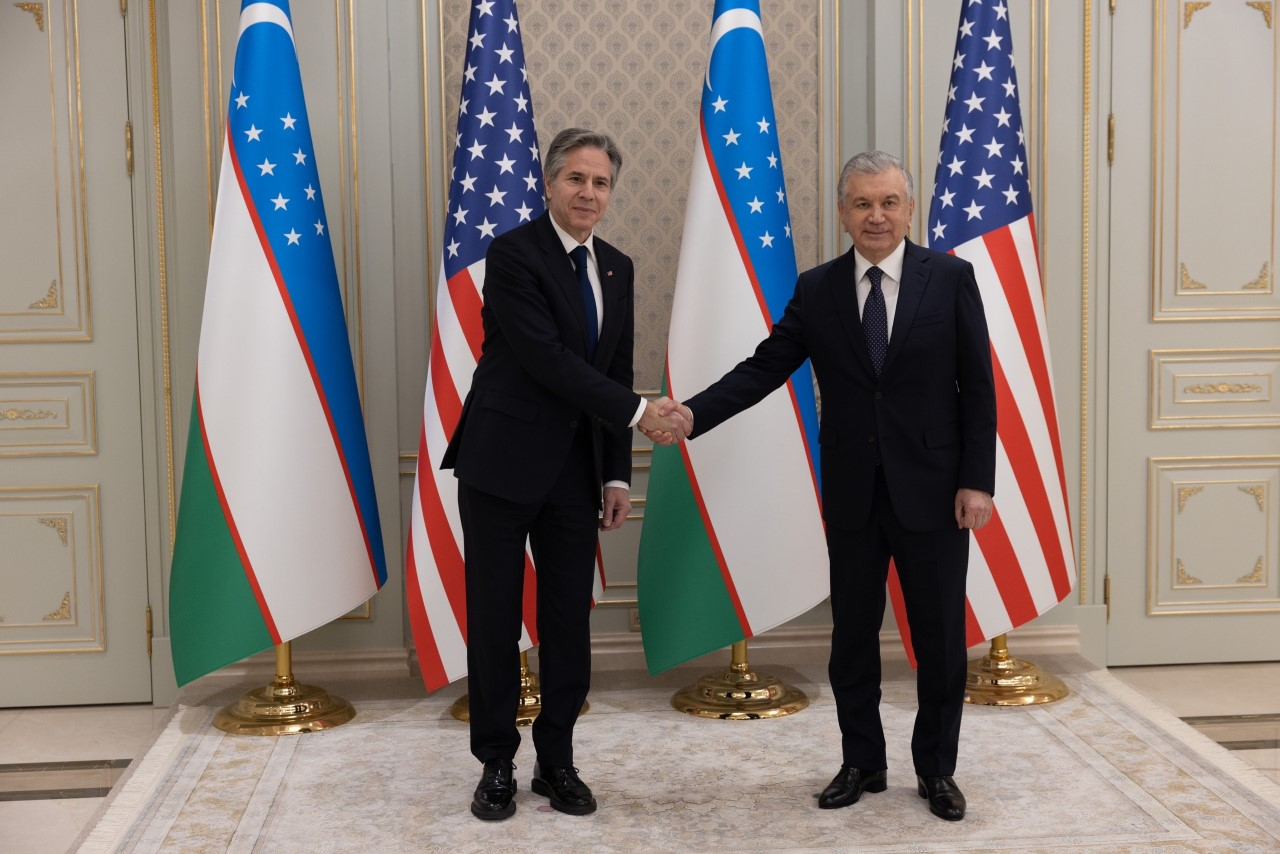
Мирзиёев и Энтони Блинкен, Ташкент, 1 марта 2023

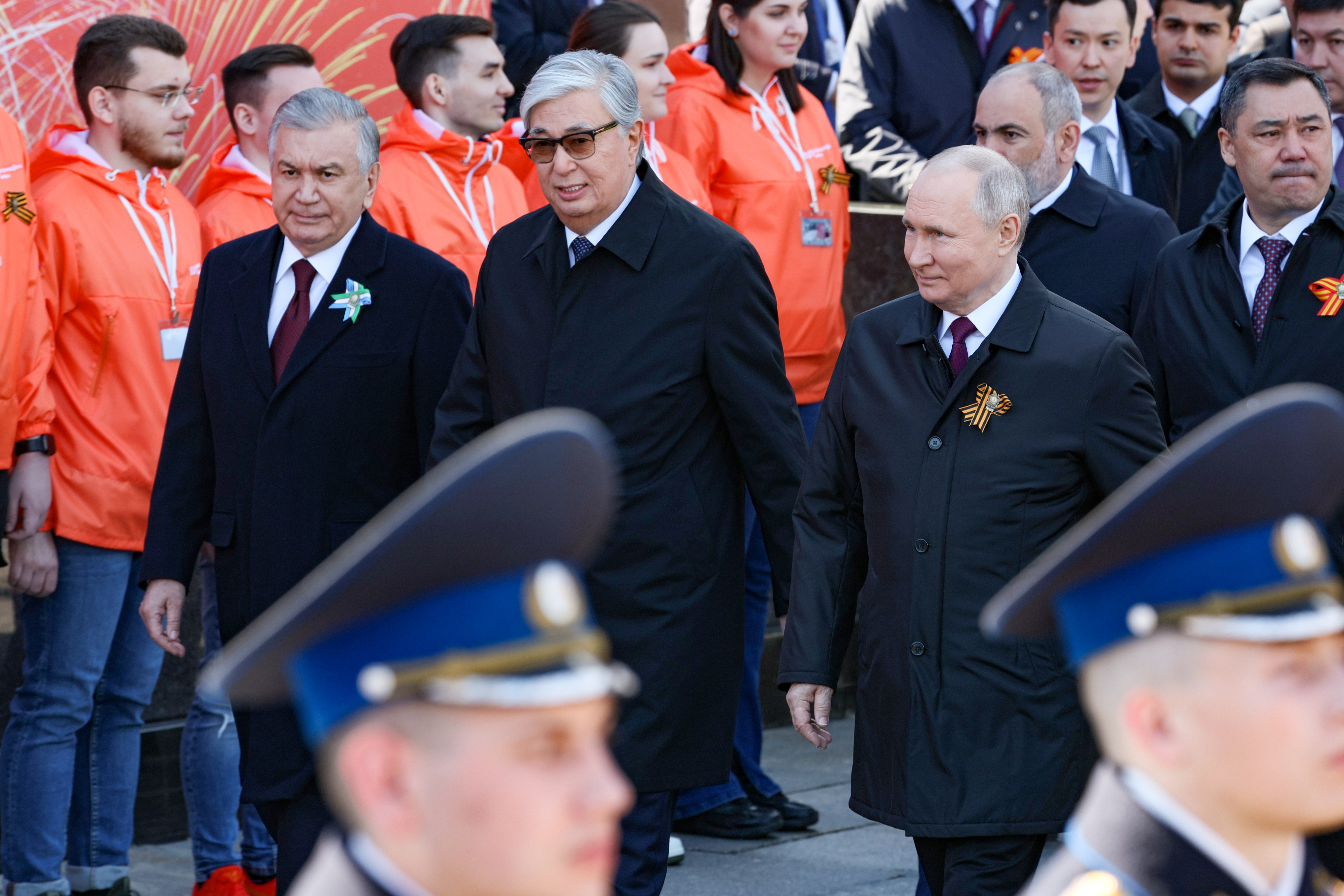
Мирзиёев, Касым-Жомарт Токаев и Владимир Путин, Москва, 9 мая 2023

- Главным приоритетом внешней политики Шавката Мирзиёева является регион Центральной Азии. Политика Узбекистана в Центральной Азии направлена на обеспечение мира и стабильности в регионе, решение ключевых проблем региональной безопасности, включая содействие урегулированию ситуации в Афганистане.
- Региональная политика Узбекистана позволила создать в регионе совершенно новую политическую атмосферу, укрепить взаимосвязи, основанные на доверии и добрососедстве, и на этой основе решить целый ряд важнейших вопросов, касающихся водопользования, границ, возобновления и расширения транспортного сообщения.
- Придан существенный стимул дальнейшему развитию взаимовыгодного сотрудничества с Россией и другими странами СНГ, Китаем, США, Южной Кореей, Турцией, рядом государств Европы и Азии. На качественно новый этап вышло партнёрство с ООН, ОБСЕ, ШОС, ОИС, другими авторитетными международным организациями.
- Укрепляется сотрудничество с международными финансовыми институтами. В Ташкенте вновь открылся офис Европейского банка реконструкции и развития. По-новому выстроена работа с Международным валютным фондом, Всемирным банком, АБР, ИБР, Азиатским банком инфраструктурных инвестиций.[52]

Проводимая президентом внешняя политика оценивается как сбалансированная, активная и прагматичная, в которой особый акцент сделан на то, чтобы «избежать излишней опоры на кого-либо из крупных мировых держав». В данном контексте отмечается, что указанные особенности внешней политики Главы государства отчётливо проявились в ходе укрепления отношений с государствами Центральной Азии. Узбекистан отказался от прежней политики ограниченного регионального сотрудничества, заложил прочный фундамент для решения накопленных десятилетиями водных, пограничных и других региональных проблем, объединил регион дружественными узами, а также создал вокруг себя атмосферу стабильности, что «с прагматической точки зрения позволило президенту ещё больше сконцентрироваться на реализации внутренних реформ».
С начала своей деятельности на посту президента Узбекистана Шавкат Мирзиёев обозначил чёткие векторы установления тесных добрососедских отношений со странами-соседями. 6-7 марта 2017 года совершил свой первый зарубежный визит в Туркменистан. 22-23 марта 2017 года президент Узбекистана посетил с Государственным визитом Казахстан, 5-6 сентября 2017 года — Кыргызстан. Важные договорённости по расширению партнёрства были достигнуты 9-10 марта 2018 года в ходе государственного визита Шавката Мирзиёева в Таджикистан. Это подписание Договора об отдельных участках узбекско-таджикской государственной границы, Соглашения о взаимных поездках граждан — всего более 25 документов.
Внешняя политика Узбекистана сегодня строится на принципах равноправного взаимовыгодного открытого диалога с Западом. Подписанием солидного пакета договорённостей завершились визиты Шавката Мирзиёева 16-17 мая 2018 года в США, 8-9 октября 2018 года — во Францию, 20-22 января 2019 года — в Германию. Состоялись визиты президента Узбекистана в Россию, Китай, Южную Корею, Турцию и другие.

### Отношения с Джахонгиром Артыкходжаевым
По утверждению Радио Свобода — Озодлик, владелец компаний AKFA и Artel Джахонгир Артыкходжаев создал свою бизнес-империю под покровительством Шавката Мирзиёева, ещё когда будущий президент был премьер-министром. В 2018 году Артыкходжаев был назначен хокимом Ташкента. В следующие два года Артыкходжаев возглавлял государственно-частные инициативы, в которых или он сам, или его жена, или его деловые партнёры имели личный интерес. Эти проекты, в частности, проект Tashkent City по элитной застройке центра Ташкента, получали значительные государственные дотации.
В январе 2023 года Джахонгир Артыкходжаев был уволен с должности хокима Ташкента из-за аварийной ситуации с электро- и газоснабжением во время морозов. «За пустые слова, за ложную сводку, за то, что не спустился вниз, за то, что у этого бессовестного ноги оторвались от земли, я уволил его», — заявил президент.

## Семья
- Отец — Миромон Мирзиёев, врач-фтизиатр[68].
- Мать — Марифат[источник не указан 1468 дней] Мирзиёева, врач-фтизиатр[68].
- Супруга — Зироатхон Махмудовна Мирзиёева (Хошимова), по образованию инженер-экономист, место рождения — г. Коканд, Ферганская область[68].
- Старшая дочь — Саида Шавкатовна Мирзиёева (1984) (муж — Турсунов Ойбек)[68]. В апреле 2019 года назначена заместителем директора Агентства информации и массовых коммуникаций при администрации президента Узбекистана, координирует деятельность PR-центра, отвечающего за продвижение имиджа Узбекистана за рубежом и работу с пресс-службами госорганов[69].
- Старший зять — Ойбек Турсунов назначен заместителем главы администрации президента Узбекистана.[70]
- Младшая дочь — Шахноза Шавкатовна Мирзиёева (муж — Умаров Отабек).[68] Возглавляет управление в Министерстве дошкольного образования[69].
- Младший зять — Отабек Умаров (1984) назначен заместителем руководителя службы безопасности президента[71]. Oн также является президентом федерации триатлона и ММА.[72]
- Сын — Алишер Шавкатович Мирзиёев[68] (2009 гр).[73]
- Отец старшего зятя Ойбека Турсунова — Батыр Турсунов — первый заместитель председателя Службы государственной безопасности, а также первый заместитель председателя национальной гвардии Республики Узбекистан[74]. По утверждению узбекского бизнесмена Бахрама Муминахунова, Батыр Турсунов в 1999 участвовал в организации покушения на лидера оппозиции Мухаммада Салиха[75].

## Награды
- Орден «Мехнат шухрати» (27 августа 1998 года) — за многолетний плодотворный труд и большой вклад в развитие сельского и водного хозяйства, промышленности, экономики и социальной сферы, повышение благосостояния народа, сохранение мира и стабильности[76].
- Орден «Фидокорона хизматлари учун» (23 июля 2007 года) — за многолетний плодотворный труд в государственных органах, большие заслуги в укреплении экономического потенциала страны и успешном осуществлении реформ, а также активное участие в общественной жизни[77].
- 2 февраля 2017 года председатель американо-узбекской торговой палаты Кэролин Лэмм вручила президенту Узбекистана Шавкату Мирзиёеву почётную награду за проведение реформ и стимулирование привлечения иностранных инвестиций[78].
- Орден «Данакер» (22 ноября 2017 года, Кыргызстан) — за огромный личный вклад в установление стратегического партнёрства и укрепление традиционной дружбы и добрососедства между Кыргызской Республикой и Республикой Узбекистан[79][80].
- Орден «Достык» I степени (15 марта 2018 года, Казахстан) — за значительный вклад в укрепление и развитие двусторонних политических, экономических и культурных отношений между двумя странами[81].
- 23 апреля 2018 года в столице Турции в Анкаре президенту Узбекистана Шавкату Мирзиёеву вручили награду «За заслуги перед Евразией» в знак его «беспрецедентных и исторических заслуг перед обществом». Награда вручалась впервые. Она была учреждена турецким обществом деловых людей EcoAvrasya, которое с 2012 года проводит конкурс на премию «За заслуги перед тюркским миром»[82][83].
- Ассоциация журналистов Азии в декабре 2018 года назвала Шавката Мирзиёева «Человеком года в Азии». Президент Узбекистана отмечен титулом за усилия по установлению мира и взаимодействия между странами Центральной Азии[84][85].
- Почётный доктор Университета Нагои (18 декабря 2019 года, Япония)[86].
- Орден «Зарринточ» I степени (10 июня 2021 года, Таджикистан) — за безупречные заслуги в укреплении межгосударственных отношений, добрососедство между таджикским и узбекским народами[87].
- Орден Александра Невского (23 июля 2022 года, Россия) — за большие заслуги по укреплению дружбы и сотрудничества между Россией и Узбекистаном[88].
- Почётный знак Содружества Независимых Государств (13 октября 2023 года, СНГ) — за вклад в развитие Содружества Независимых Государств, укрепление дружбы, добрососедства и взаимовыгодного сотрудничества между государствами — участниками СНГ[89][90].
- Высший орден Тюркского мира (3 ноября 2023 года, Организация тюркских государств) — за выдающийся вклад в укрепление единства тюркской семьи, активное продвижение интересов и взглядов тюркских стран на международной арене[91][92].
- Орден Турецкой Республики (6 июня 2024 года, Турция)[93] — в соответствии с постановлением Президента Турецкой Республики данным высшим орденом награждаются государственные деятели, внесшие большой вклад в развитие дружественных отношений с Турцией[94].
- Орден Золотого орла («Алтын Қыран») (8 августа 2024 года, Казахстан)[95] - высшим орденом «Алтын Қыран» награждаются государственные деятели за исключительный вклад в укрепление дружественных отношений с Казахстаном[96].
- Почетный знак глав государств стран Центральной Азии (9 августа 2024 года, Саммит глав стран Центральной Азии) - за выдающиеся заслуги в развитии дружбы, добрососедства и взаимопонимания между государствами региона[97].
- Медаль Туркменистана «Magtymguly Pyragynyň 300 ýyllygyna» (11 октября 2024 года, Туркменистан) — учитывая заслуги в расширении дружеских отношений между Туркменистаном и Республикой Узбекистан, в изучении, бережном сохранении, популяризации и донесении грядущим поколениям творческого наследия поэта-классика туркменской литературы Махтумкули Фраги, большой личный вклад в сближение и обогащение культур, укрепление дружбы, братства и взаимовыгодного сотрудничества между туркменским и узбекским народами, а также по случаю 300-летия туркменского поэта и мыслителя Махтумкули Фраги[98][99].
- Орден Дуслык (23 октября 2024 года, Татарстан, Россия) - за значительный вклад в развитие сотрудничества между Узбекистаном и Татарстаном, укрепление дружбы и взаимопонимания между народами[100].
- Орден Почётного легиона (13 марта 2025 года, Франция) — за значительный вклад в развитие сотрудничества между Узбекистаном и Францией, укрепление дружбы и взаимопонимания между народами двух стран[101].
- Орден «За вклад в развитие сотрудничества» (5 августа 2025 года, Туркменистан)[102].